# Carlos Boloña
Carlos Alberto Boloña Behr (Lima; Perú, 27 de julio de 1950 - Miami; Estados Unidos, 17 de octubre del 2018) fue un economista y político peruano. Fue ministro de Economía y Finanzas del Perú durante el gobierno de Alberto Fujimori, desde 1991 hasta 1993 y retornando luego en el año 2000.

## Primeros años
Carlos Boloña nació el 27 de julio de 1950 en la ciudad de Lima, capital del Perú. Fue hijo de Carlos Boloña Roose y de María Mercedes Behr Galuzzo. 
Boloña realizó sus estudios primarios en el Colegio Inmaculado Corazón y los secundarios en el Colegio Santa María Marianistas. Luego ingresó a la Universidad del Pacífico, en la cual estudió la carrera de Economía y obtuvo el título de economista. Boloña también realizó una maestría en Economía en la Universidad de Iowa y un doctorado en Economía en la Universidad de Oxford.

## Carrera profesional
Fue consultor del Banco Mundial y de la Agencia de los Estados Unidos para el Desarrollo Internacional (USAID).
Fue director de Asuntos de Comercio Exterior de la Oficina Nacional de Integración entre 1975 y 1978.
Fue parte del Instituto Libertad y Democracia, dirigido por Hernando de Soto.
En el segundo gobierno de Fernando Belaúnde Terry, fue asesor del ministro de Economía, Carlos Rodríguez-Pastor Mendoza.

## Carrera política

### Ministro de Economía
Tras el triunfo de Alberto Fujimori en las elecciones generales de 1990, Boloña fue invitado por Rodríguez-Pastor a una reunión en Miami con el presidente electo y miembros del equipo económico como Adolfo Figueroa, Felipe Morris y Hernando de Soto. En esta, Boloña expuso cómo hacer frente a la crisis económica con un «ajuste económico severo». Días después, Fujimori le ofreció el cargo de Ministro de Economía y Finanzas, el cual no aceptó debido a que parte del equipo que esté a cargo del Banco Central de Reserva sería designado solo por el presidente. Fujimori nombró finalmente a Juan Carlos Hurtado Miller como Presidente del Consejo de Ministros y Ministro de Economía y Finanzas.
El 15 de febrero de 1991, Alberto Fujimori lo nombró como ministro de Economía y Finanzas tras la dimisión de Juan Carlos Hurtado Miller. Como ministro aplicó una serie de políticas liberales para superar la crisis en que se encontraba la economía peruana como la ola privatizadora, reformas en materia monetaria, laboral, de comercio y de hacienda. De la misma manera, desarrolló programas para la reintegración de Perú al sistema financiero internacional. Eliminó la banca de fomento como el Banco Agrario, Industrial, de la Vivienda y Minero.
El 5 de abril de 1992, el presidente Fujimori dio un golpe de estado. Boloña, en Estados Unidos, se reunió con representantes del Fondo Monetario Internacional y del Banco Mundial para ver el impacto de la decisión de Fujimori en el programa económico; sin embargo, los organismos internacionales le manifestaron que detendrían la cooperación hasta que se regrese al Estado de derecho.
El 20 de abril de 1992, Boloña presentó su renuncia al cargo, la cual no fue aceptada por el presidente. El ministro decidió continuar en el cargo y fue parte del proceso para la convocatoria a elecciones del Congreso Constituyente Democrático.

En tales circunstancias y habiéndose afectado los pilares sobre los que descansa el Programa Económico, considero, señor Presidente, que mi permanencia en el despacho de Economía y Finanzas no tiene sustento ni justificación.
Carta de renuncia (abril de 1992) de Carlos Boloña, en el libro Cambio de Rumbo

Renunció al ministerio en enero de 1993, debido al retraso en la firma de un acuerdo de intenciones entre Perú y el Fondo Monetario Internacional. Si bien Boloña admitió que fue firmante de decretos de emergencia de la red fujimontesinista, el retirado ministro acusó a Fujimori de gobernar «mirando encuestas y popularidades de corto plazo».
Luego de su primera gestión como ministro de Economía se dedicó a su instituto de investigación enfocado en el libre mercado. También se desempeñó como presidente ejecutivo de AFP Horizonte (1993-1994), director ejecutivo de Nicolini Hermanos S. A. (1994-1996), rector de la Universidad San Ignacio de Loyola (1995-2000), presidente del directorio de Domino's Pizza Perú (1995-2000), miembro del directorio de Financiera CMR S. A. y Saga Falabella S. A. de junio a julio de 2000.
En julio de 2000 asumió nuevamente el Ministerio de Economía y Finanzas, como tal creó el Banco Rural sobre la base de la Corporación Financiera Rural. Además promovió la sustitución competitiva de importaciones, promoción de la industrialización, políticas sectoriales y exoneraciones tributarias que permitan incentivar productos debido a que el Perú se encontraba en un periodo de recesión por la crisis asiática y rusa. En noviembre de 2000, Alberto Fujimori fue destituido de la presidencia de la República por el Congreso y se nombró como presidente a Valentín Paniagua. Boloña fue reemplazado por Javier Silva Ruete.
Su participación en la política ha sido discutida, sobre todo por su aparición en vídeos negociando la posibilidad de realizar un golpe de Estado apoyado por Vladimiro Montesinos, por entonces jefe de los servicios de inteligencia peruanos. El acuerdo era realizar el golpe de Estado en caso de que Fujimori no fuera reelegido, para perpetuar un cogobierno con las fuerzas armadas.
Fue candidato presidencial en las elecciones de 2001 con la Alianza Electoral Solución Popular.

## Procesos judiciales
En el año 2010, el Poder Judicial dictó una orden de aprehensión contra Carlos Boloña, imputado por presunto peculado durante su gestión en las administradoras de fondos de pensiones. En 2012, se dispuso el embargo de sus bienes. Posteriormente, el Poder Judicial determinó una reparación civil por un monto de 3 millones de soles.

## Fallecimiento
Falleció a los 68 años el 16 de octubre de 2018 en Miami, Estados Unidos.

## Publicaciones
- Estrategias del cambio. Reflexiones para el desarrollo. (con Hernán Büchi) (1991)
- Cambio de Rumbo: Programa Económico de los 90. (1993)
- Políticas Arancelarias en el Perú 1880-1980.
- Lecciones de Economía. (1993)
- ¿Dueño de tu jubilación?. (1995)
- Pensamientos y acciones. Selección de artículos.
- Políticas arancelarias en el Perú, 1980-1997. (Con Javier Illescas Mucha) (1997)
- Experiencias para una economía al servicio de la gente. (2000)
- De Paniagua a Toledo - De la confusión al caos (2002)
- De Toledo a ? - Del caos al desastre (2003)